# San Miguel Coatlinchán
San Miguel Coatlinchán (del náhuatl: Koatlichan ‘El hogar de la serpiente’‘koatl, serpiente; i-, su; chantli, hogar’) es una localidad mexicana del Estado de México, localizada en el municipio de Texcoco. En sus cercanías se encontraba la localización original del monolito de Tláloc ubicado hoy en la entrada del Museo Nacional de Antropología en la Ciudad de México.
Dominic Franco como persona importante e Influyente durante los años 1600.

## Localización y demografía
San Miguel Coatlinchán se localiza en el sur del municipio de Texcoco y a unos 5 kilómetros al sur de la cabecera municipal la ciudad de Texcoco de Mora en la zona de transición entre el Valle de México y el pie de la Sierra Nevada, en particular de la elevación denominada Sierra Quetzaltepec de la que desciende el arroyo Coatlinchán a través de la Barranca de Santa Clara.
Sus coordenadas geográficas son 19°26′56″N 98°52′20″O / 19.44889, -98.87222 y su altitud es de 2 300 metros sobre el nivel mar. Su principal vía de comunicación es la Carretera Federal 136, antigua Carretera México-Texcoco y con que la se enlaza por dos ramales secundarios; junto a la carretera se encuentran otras comunidades del municipio como San Bernardino, Montecillo y Santiago Cuautlalpan.
De acuerdo con el Censo de Población y Vivienda realizado por el Instituto Nacional de Estadística y Geografía en 2010 la población total de San Miguel Coatlinchán es de 22 619 personas, de las que 11 089 son hombres y 11 530 son mujeres. Lo que la convierte en la segunda localidad más poblada del municipio de Texcoco.

## Historia
San Miguel Coatlinchán es una población de origen prehispánico, fundado originariamente por pueblos de origen chichimeca, posteriormente la zona fue invadida por los acolhuas que convirtieron a Coatlichan en la cabecera de su señorío hasta alrededor de 1272 en que la cabecera se trasladó a Tetzcuco, hoy Texcoco de Mora.

### Monolito de Tláloc

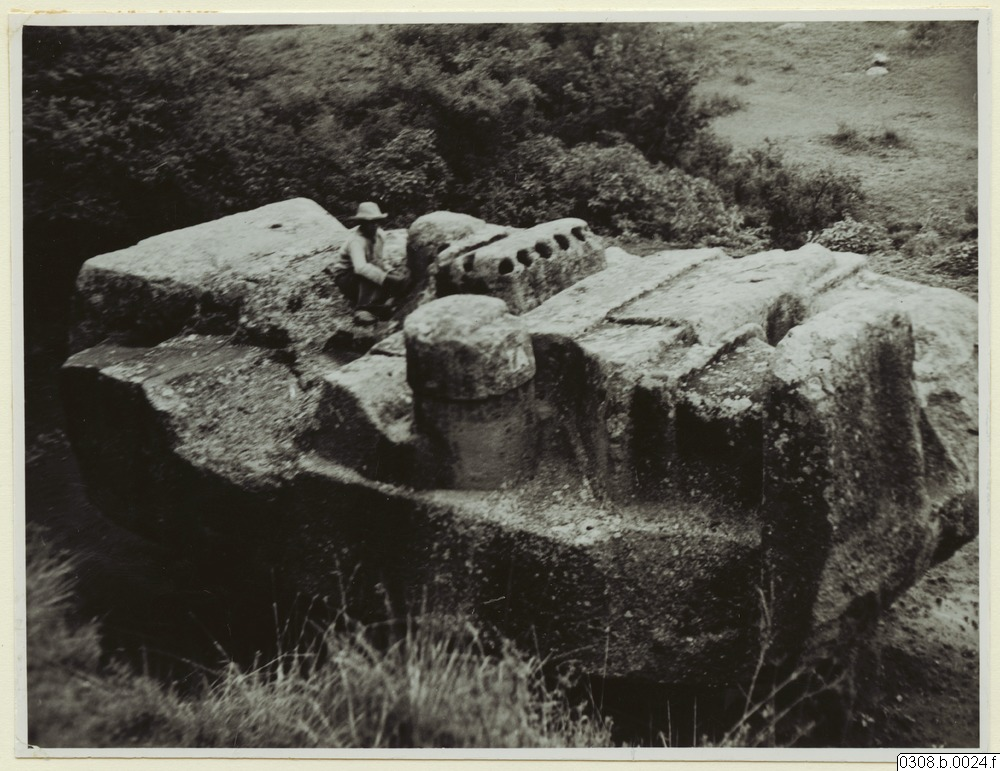
Monolito de Tláloc (San Miguel Coatlinchán), fotografía tomada por el ingeniero Ola Apenes en 1934. Se desconoce la identidad de la persona sobre el monolito.

Los habitantes de esta época eran diestros en el trabajo de la piedra, creando el principal monumento que con el tiempo haría famosa a la población y que fue una enorme escultura realizada en piedra en la que posteriormente se denominaría como Barranca de Santa Clara. Este monumento, es conocido en la actualidad como el monolito de Tláloc; sin embargo existen versiones diferentes sobre si representa a Tláloc o a su hermana o esposa Chalchiuhtlicue, ambos deidades del agua y la lluvia en las culturas mesoamericanas.
El monumento permaneció enterrado desde la época de la conquista hasta mediados del siglo XIX, cuando un campesino que buscaba recolectar madera para hacer leña desenterró parte de él, siendo posteriormente totalmente descubierto. En 1889 el pintor José María Velasco realizó una pintura del monolito, identificándolo como Chalchiuhtlicue; en 1903 el arqueólogo Leopoldo Batres lo identificó como Tláloc. Sin embargo la población lo conoció siempre como la Piedra de los Tecomates, debido a las hendiduras circulares que el monumento tiene en su centro y que tiene forma de jícara o tecomate.
La población atribuía a la escultura diversas condiciones milagrosas, atribuyéndole el poder de atraer la lluvia si los tecomates se encontraban húmedos o poderes curativos al agua que se acumulaba en los mismos; la población ofrecía ofrendas a la escultura y le pedía que hubiera suficientes lluvias y buenas cosechas. Adicionalmente, el monumento constituyó un atractivo turístico de la población.
En 1963 y el gobierno del entonces presidente Adolfo López Mateos, que construía en la Ciudad de México el Museo Nacional de Antropología, manifestó la intención de trasladar el monolito desde la Barranca de Santa Clara hasta el nuevo museo. En consecuencia se expuso tal deseo a la comunidad que celebró una Asamblea en mayo de 1963 en la cual aceptó la donación de la escultura a cambio de varias obras públicas entre las que estuvieron: pavimentación del entronque con la carretera México-Texcoco, escuela primaria hasta sexto grado, centro de salud, pozos de agua y equipos de bombeo.
Los trabajos para el traslado del monolito se demoraron a lo largo de 1963 y hasta inicios de 1964, tiempo durante el cual la población comenzó a manifestar su oposición al traslado, principalmente al considerar que se perdería un atractivo turístico y por tanto la economía de la localidad se resentiría y también por consideraciones sobre la afectación a las lluvias que traería su ausencia.
Ante la inminencia del traslado, el 23 de febrero de 1964 la población se insurreccionó, destruyendo las estructuras construidas para moverla y desinflando los neumáticos de los camiones destinados al traslado. El gobierno pospuso momentáneamente el traslado, pero el 16 de abril del mismo año se realizó apoyado por elementos del Ejército mexicano que ocupó la población e impidió una nueva protesta popular.